# スプリング争覇
スプリング争覇（スプリングそうは）とは日本の岐阜県地方競馬組合が笠松競馬場のダート1900mで施行していた地方競馬の重賞（SPIII）競走である。正式名称は「スポーツニッポン杯 スプリング争覇」、スポーツニッポン新聞社が優勝杯を提供していた。

## 概要
1978年に笠松競馬場のダート1400mのサラブレッド系4歳（現3歳）以上の東海所属馬限定のハンデキャップの準重賞競走「スプリング争覇」として創設。
2000年からは準重賞から重賞（SPIII）に格上げとなり、それを期に名古屋タイムズ社から優勝杯の提供を受け、名称を「名古屋タイムズ杯 スプリング争覇」に変更し、更にオグリキャップ記念の前哨戦という意味を持たせるため施行距離を現在のダート1900mに変更し、かつ1着馬のみ、オグリキャップ記念への優先出走権が与えられ、並びに負担重量を「ハンデキャップ」から「馬齢重量」に変更された。
2008年から出走条件を「サラブレッド系3歳以上の東海所属馬」から「サラブレッド系4歳以上の東海所属馬」に変更され、2009年からは名古屋タイムズ社が2008年10月31日の発行分をもって休刊したことにより、優勝杯の提供を名古屋タイムズ社からスポーツニッポン新聞社に変更、名称を現在の「スポーツニッポン杯 スプリング争覇」に変更され、更に負担重量を「馬齢重量」から「別定重量」に変更された。
総額賞金は261万円で1着賞金180万円、2着賞金45万円、3着賞金19万8000円、4着賞金10万8000円、5着賞金5万4000円と定められていた。

## 歴代優勝馬（2000年以降）
| 回数   | 施行年月日    | 優勝馬             | 性齢 | 所属 | タイム | 優勝騎手 | 管理調教師 |
| ------ | ------------- | ------------------ | ---- | ---- | ------ | -------- | ---------- |
| 第23回 | 2000年4月5日  | ラッシュスルー     | 牡4  | 笠松 | 2:03.5 | 青木達彦 | 井上孝彦   |
| 第24回 | 2001年4月4日  | エフワンライデン   | 牡6  | 笠松 | 2:05.2 | 安藤勝己 | 鈴木良文   |
| 第25回 | 2002年4月3日  | エフワンライデン   | 牡7  | 笠松 | 2:03.5 | 安藤勝己 | 鈴木良文   |
| 第26回 | 2003年4月2日  | エイシンオニオンタ | 牡6  | 笠松 | 2:01.6 | 川原正一 | 伊藤強一   |
| 第27回 | 2004年4月7日  | スターエルドラード | 牡5  | 笠松 | 2:04.8 | 濱口楠彦 | 松原義夫   |
| 第28回 | 2005年4月6日  | ニッタレヴュー     | 牡7  | 愛知 | 2:03.5 | 丸野勝虎 | 原口次夫   |
| 第29回 | 2006年4月7日  | レッドストーン     | 牡6  | 愛知 | 2:05.9 | 倉地学   | 角田輝也   |
| 第30回 | 2007年4月6日  | ニシノフィクサー   | 牡6  | 愛知 | 2:04.7 | 戸部尚実 | 青山幸健   |
| 第31回 | 2008年4月4日  | ウイニングウインド | 牡7  | 愛知 | 2:02.4 | 吉田稔   | 原口次夫   |
| 第32回 | 2009年4月10日 | クインオブクイン   | 牝7  | 笠松 | 2:01.6 | 倉地学   | 松原義夫   |
| 第33回 | 2010年4月9日  | ヒシウォーシイ     | 牡5  | 愛知 | 2:01.4 | 岡部誠   | 川西毅     |

※馬齢は2000年以前についても現表記を用いる。